# Gravure au sucre

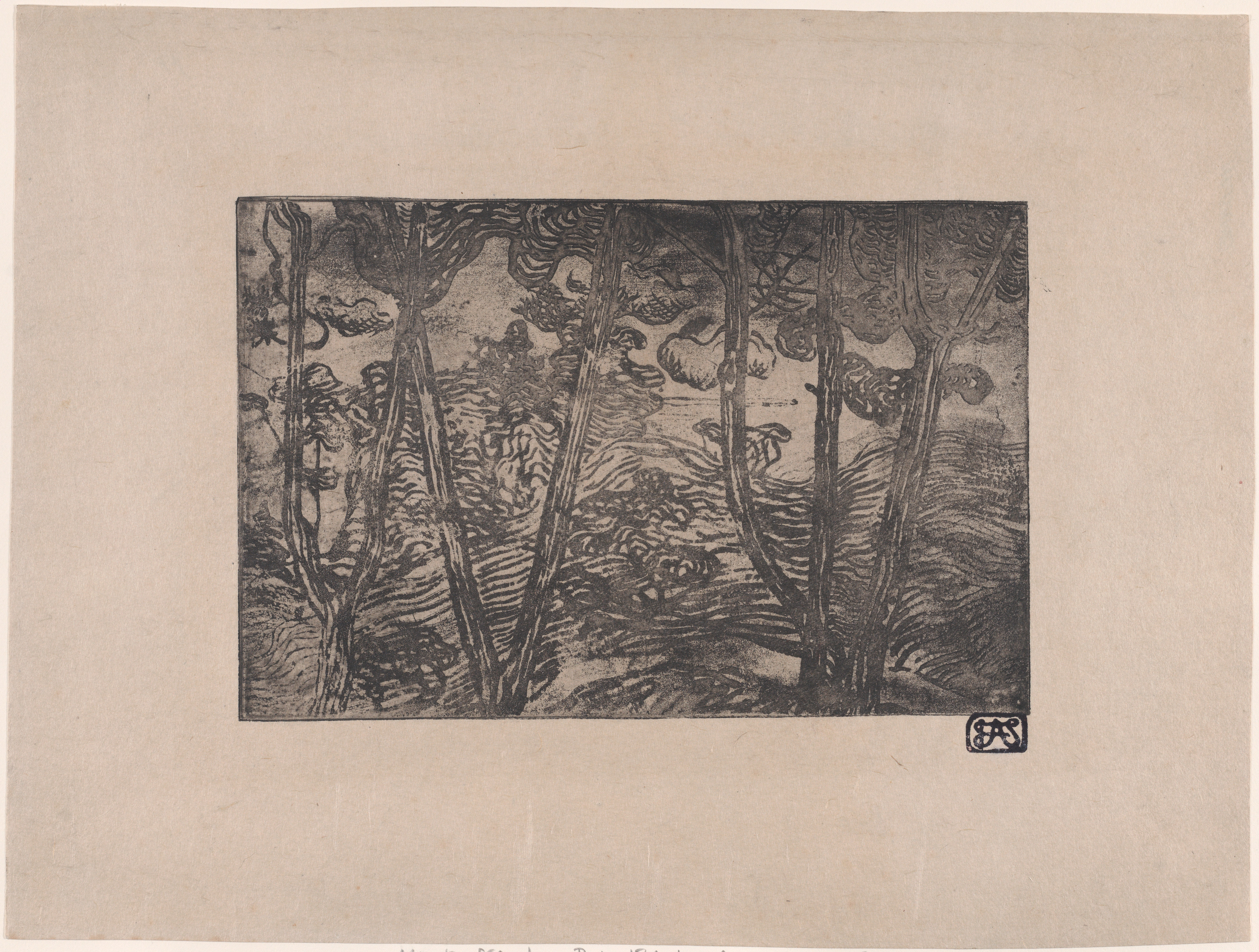
Trois arbres de nuit, aquatinte au sucre d'Armand Seguin (vers 1894, Metropolitan Museum of Art).

La gravure au sucre est un procédé de gravure en taille-douce sur métal, le plus souvent du cuivre ou du zinc.

## Technique
La gravure au sucre permet de laisser des surfaces créées avec le pinceau vierges pour l'eau-forte. Elle est généralement utilisée avec l'aquatinte, celle-ci étant parfois nécessaire pour les zones peintes relativement larges.
C'est un mélange de sucre et de gouache (ou d'encre de Chine) appliqué au pinceau (ou à la plume) sur la plaque de métal dégraissée. Après séchage complet du mélange, la plaque est vernie avec un vernis léger. On peut attendre ou non que le vernis soit sec ; la plaque est alors passée sous l'eau bouillante, ou dans un bain d'eau claire : le sucre humidifié fait sauter le vernis à l'endroit où il se trouvait posé.
On peut alors réaliser une aquatinte, appliquer la résine (colophane) sur la plaque, la fixer, ou encore faire une aquatinte à la bombe de peinture. Ensuite, la morsure est réalisée à l'eau-forte (acide nitrique, perchlorure de fer dilué, sulfate de cuivre, électro-gravure...).
L'avantage de cette technique est de réaliser une aquatinte en positif (sur les zones peintes au sucre) plutôt qu'en négatif (en protégeant les parties de la gravure que l'on veut sans aquatinte).